# Haslett (Michigan)
Haslett – jednostka osadnicza w Stanach Zjednoczonych, w stanie Michigan, w hrabstwie Ingham.